# 낮은 욕구좌절 내성
낮은 욕구좌절 내성(low frustration tolerance, LFT) 혹은 단기 쾌락주의(short-term hedonism)는 불쾌한 느낌이나 스트레스성 상황을 견디는 것이 불가하다는 것을 말한다. 이는 현실이 바램처럼 되어야 한다든지, 혹은 좌절은 빠르고 쉽게 해결돼야 한다든지 하는 느낌에서 유래한다. 낮은 욕구좌절 내성의 소유자들은 좌절이 빨리 해결되지 않을 때 정서장애(emotional disturbance)를 겪는다. 행동은 좌절을 유발하는 사건을 피하도록 지향되지만, 모순되게도 이는 오히려 좌절이 더 커지게 되고 정신적 스트레스마저 커지게 된다.
합리정서행동치료(Rational emotive behavior therapy, REBT)에서, 반대 개념은 높은 욕구좌절 내성(high frustration tolerance)이다.

## 특성
낮은 욕구좌절 내성은 유년기에 부모들이 아이가 부탁한 것을 별다른 반대 없이 제공하는 좋지 않은 훈육으로 인해 시작될 수 있으며, 이때문에 아이들은 오로지 부탁하는 것만으로 자신이 바라는 모든 것을 받을 가치가 있다고 믿어버릴 수 있다. 또한 시간이나 시간계획을 관리하지 못한다. 때문에 자신은 예민한 사람이 되게 한다는 잘못된 믿음과 문제 해결 능력이 결여된 상태로 성장한다. 삶이 쉽고 즐거워야 한다는 믿음 때문에, 어떻게 행동해야 할지 몰라 자신만의 프로젝트나 특정 입장을 고민 없이 포기하게 된다. 또한 어렸을 적 행동을 그대로 드러내는, 나이에 걸맞는 기능을 발휘하지 못하는 형태의 현실을 그대로 보이려고 한다. 자신이 바라는 모든 것을 획득해야 한다고 생각하며, 이를 위해 요청하고 지시하며 고집을 부려 어떤 비용을 들여서라도 자신의 욕구를 충족시키려 한다. 인생은 항상 쉽고 쾌적한 것이어야 한다고 믿는다. 어떠한 어려움, 지체, 실패 등은 견디기 너무나도 끔찍한 것이라고 생각한다. 자신의 욕구를 필연적인 것으로 혼동한다.

## 역사
개념은 앨버트 엘리스(Albert Ellis)가 개발하였다. 엘리스는 낮은 욕구좌절 내성이 기능장애성(dysfunctional) 비합리적 신념에서의 평가 구성요소라고 이론을 세웠다. 엘리스의 합리정서행동치료 이론은 비합리적 신념과 스트레스 유발 상황의 회피는 행동이나 감정상의 문제의 기원이 된다고 하였다. 인간으로서 우리는 고통을 회피하고자 즉각적인 만족을 추구하는 경향이 있어, 현재 상황을 회피하는 것이 나중에 더 큰 문제를 안게 될 것이라는 사실을 간과하게 된다는 것이다.

## 쾌락주의 유형
- 추론적 쾌락주의(Inferential hedonism) : 인간의 욕망(desire)은 자신의 쾌락(pleasure)이나 고통(pain)의 쾌락 상태를 반영하고 있다.
- 강화적 쾌락주의(Reinforcement Hedonism) : 한 욕망은 특정한 욕망을 상상하는 것이 가져다주는 쾌락으로 인해 강화된다.[3]

## 스트레스
합리정서행동치료에 의하면, 스트레스 상황을 인식하는 방식은 스트레스를 경험하는 방식에 있어 중요한 역할을 발휘한다. 스트레스는 신경계(nervous system)의 일부로 존재하고, 스트레스 수준이 상황 대처 능력을 일시적으로 혹은 영구히 초과할 경우 그것은 인간의 행복(well-being)에 악영향을 준다.

## 의의
낮은 욕구좌절 내성은 지연행동(procrastination)의 주요 원인으로 지목되어 왔다. 사라 에델만 박사(Dr. Sarah Edelman)에 의하면, 낮은 욕구좌절 내성은 견디기 어려운 상황을 회피하게 하고 이런 상황들을 회피하게 한다. 중요하고 가치 있는 일들을 많이 달성한다는 것은 불편(discomfort)이 포함되어 있는 행동을 요구하기 때문에 문제가 될 수 있다. 또한 어려운 상황이나 과업을 회피하는 것은, 불쾌한 관계의 종결 등 건강하지 못한 일상 개선, 불만족스러운 직업에서 벗어나기와 같은 건설적인 문제 대처 방식으로부터 차단한다. 또한 지겹거나 어렵거나 더 큰 노력이 필요하다고 인식한 과업은 지연행동(procrastinate)을 하게 한다고 말한다.

## 감소 방안
합리정서행동치료에 의하면, 비합리적 신념을 줄이고 합리적 신념을 늘리는 것이 낮은 욕구좌절 내성을 줄일 수 있다. 이러한 인지 구축(cognitive restructuring)을 통해 기능부전적 사고(dysfunctional thinking)와 행동을 수정할 수 있고, 고통을 안겨주는 사고를 바꿀 수 있다.
- "기존의 외부조건들은 내가 좋아하는 것을 나에게 주도록 바뀌어야 해. 그렇지 않으면 나는 견디지 못하고 절대 행복할 수 없어."
- "나는 즉각적인 만족을 얻어야 하고 얻게 될 거야. 그렇지 않으면 나는 견디지 못하고 내 삶은 끔찍할거야."
- "나는 번거로운 일(hassles)을 못 참아."

보다 합리적이고 과장이 덜한 사고는 다음과 같다.
- "나는 현재 조건들을 좋아하지 않아."
- "나는 즉각적인 만족을 좋아해."
- "나는 번거로운 일이나 좌절이 불편해."[1]

## 척도
욕구좌절 불편 척도(frustration discomfort scale, FDS)은 낮은 욕구좌절 내성을 위한 다면적 측정으로, 합리정서행동치료 이론을 통하여 개발되었다. 이러한 차원들은 네 범주로 나뉜다.
1. 감정적 못참음(Emotional intolerance) : 감정적 고통을 참지 못함
2. 권리 부여(Entitlement), 불공정이나 만족 좌절에 대해 참지 못함
3. 불편 못참음(Discomfort intolerance) : 어려움이나 번거로운 일을 못참음
4. 달성(Achievement), 좌절된 달성 목표에 대해 못 참음

## 내성 증가
엘리스는 내성으로 가는 경로는 많은 길로 이뤄졌다고 말하였다. 그 길은 무조건적 자기 수용(unconditional self-acceptance), 무조건적 타인 수용(unconditional other-acceptance), 무조건적 인생 수용(unconditional life-acceptance)이다.

## 같이 보기
- 욕구불만
- 쾌락주의
- 합리정서행동치료